# CityVille
CityVille – gra przeglądarkowa typu casual, stworzoną przez firmę Zynga, jako aplikacja na Facebooku. Została uruchomiona 2 grudnia 2010 roku. Pierwszego dnia gra zebrała ok. 290 tys. użytkowników, kilka tygodni później pobiła FarmVille, stając się najpopularniejszą aplikacją na Facebooku.
Gra polega na budowaniu wirtualnego miasta.